# Pakira Nunatak
Pakira Nunatak är en nunatak i Antarktis. Den ligger i Östantarktis. Nya Zeeland gör anspråk på området. Toppen på Pakira Nunatak är 2 400 meter över havet.
Terrängen runt Pakira Nunatak är varierad. Trakten är obefolkad. Det finns inga samhällen i närheten. 